# Палм Спрингс (Флорида)
Палм Спрингс (енгл. Palm Springs) град је у америчкој савезној држави Флорида.

## Демографија
По попису из 2010. године број становника је 18.928, што је 7.229 (61,8%) становника више него 2000. године.
| Група             | 2000.         | 2010.         |
| Белци             | 7.679 (65,6%) | 6.698 (35,4%) |
| Афроамериканци    | 781 (6,7%)    | 2.290 (12,1%) |
| Азијати           | 162 (1,4%)    | 325 (1,7%)    |
| Хиспаноамериканци | 2.929 (25,0%) | 9.585 (50,6%) |
| Укупно            | 11.699        | 18.928        |